# Nécropole du Crucifix du Tuf

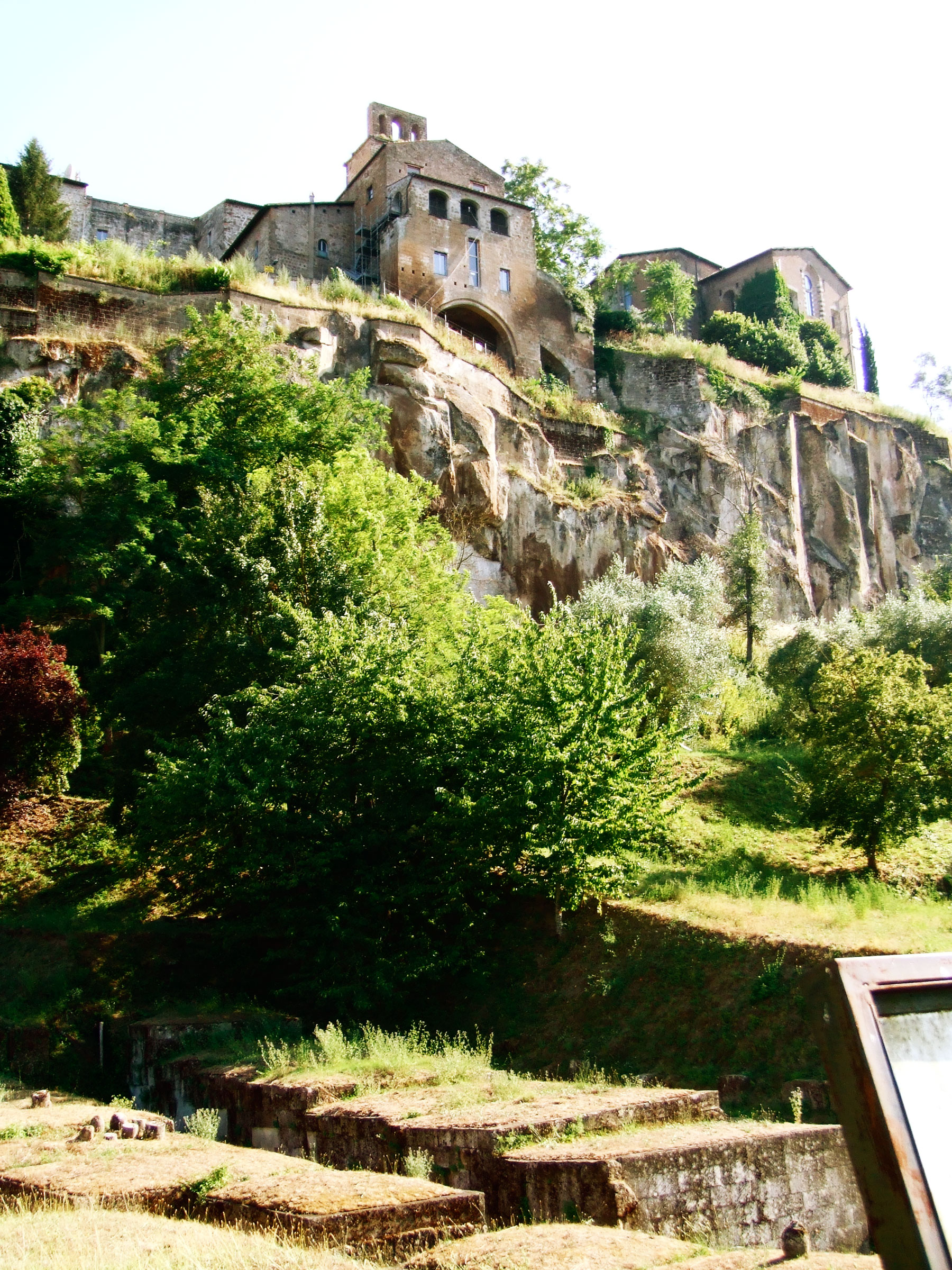
La nécropole au pied des fortifications de la ville

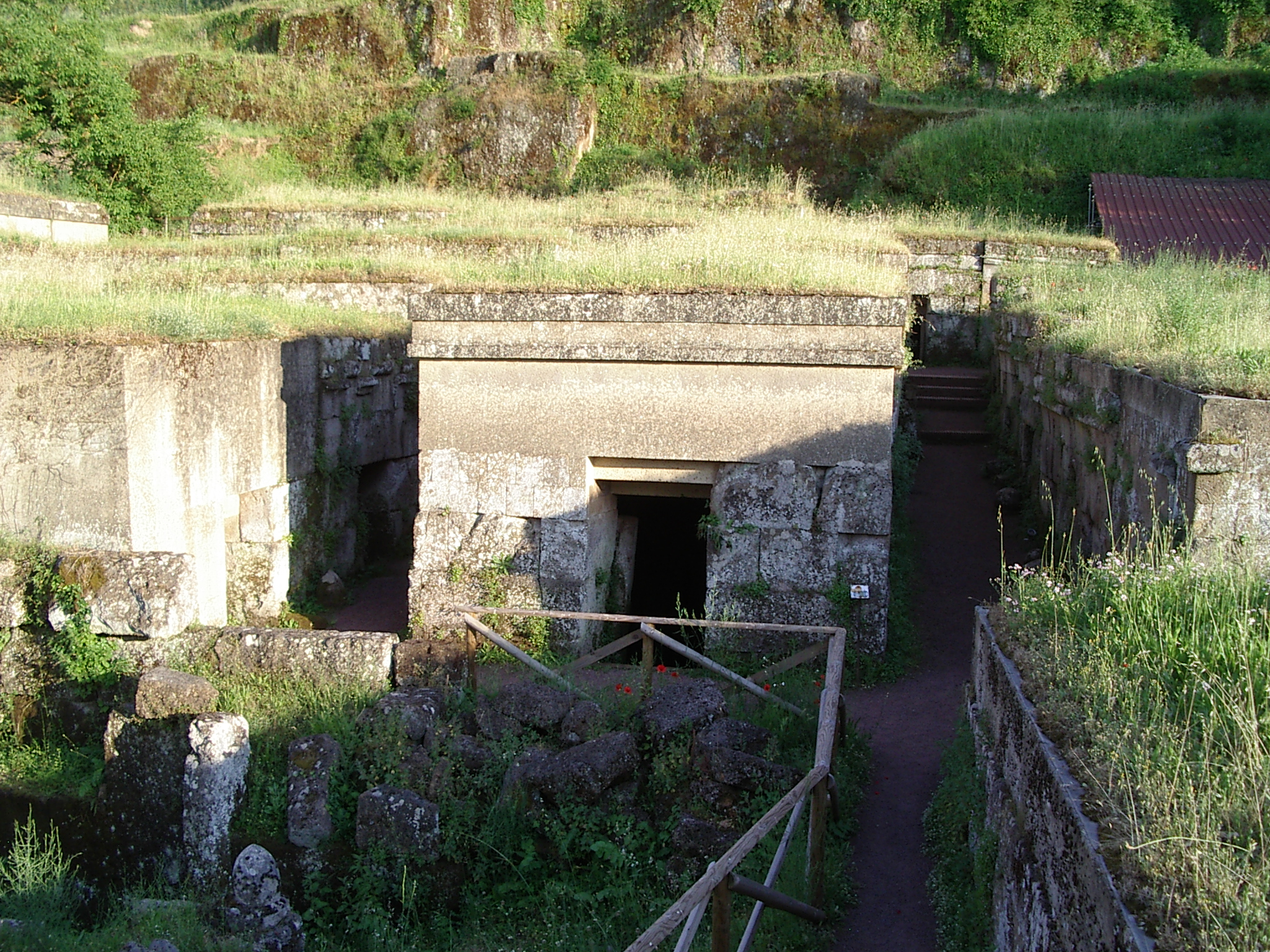

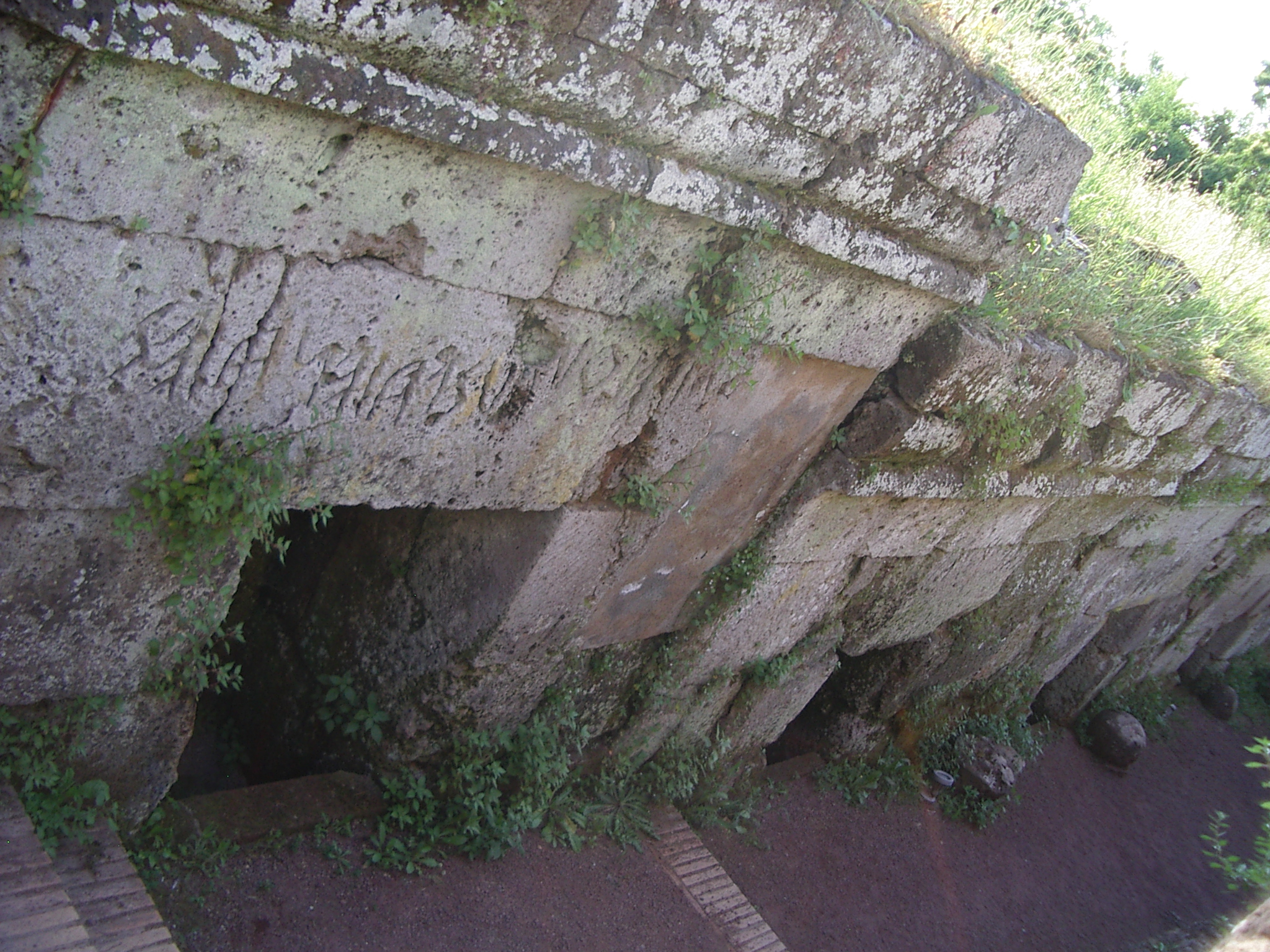
« inscription parlante » avec le nom du mort (« Je suis de... »)

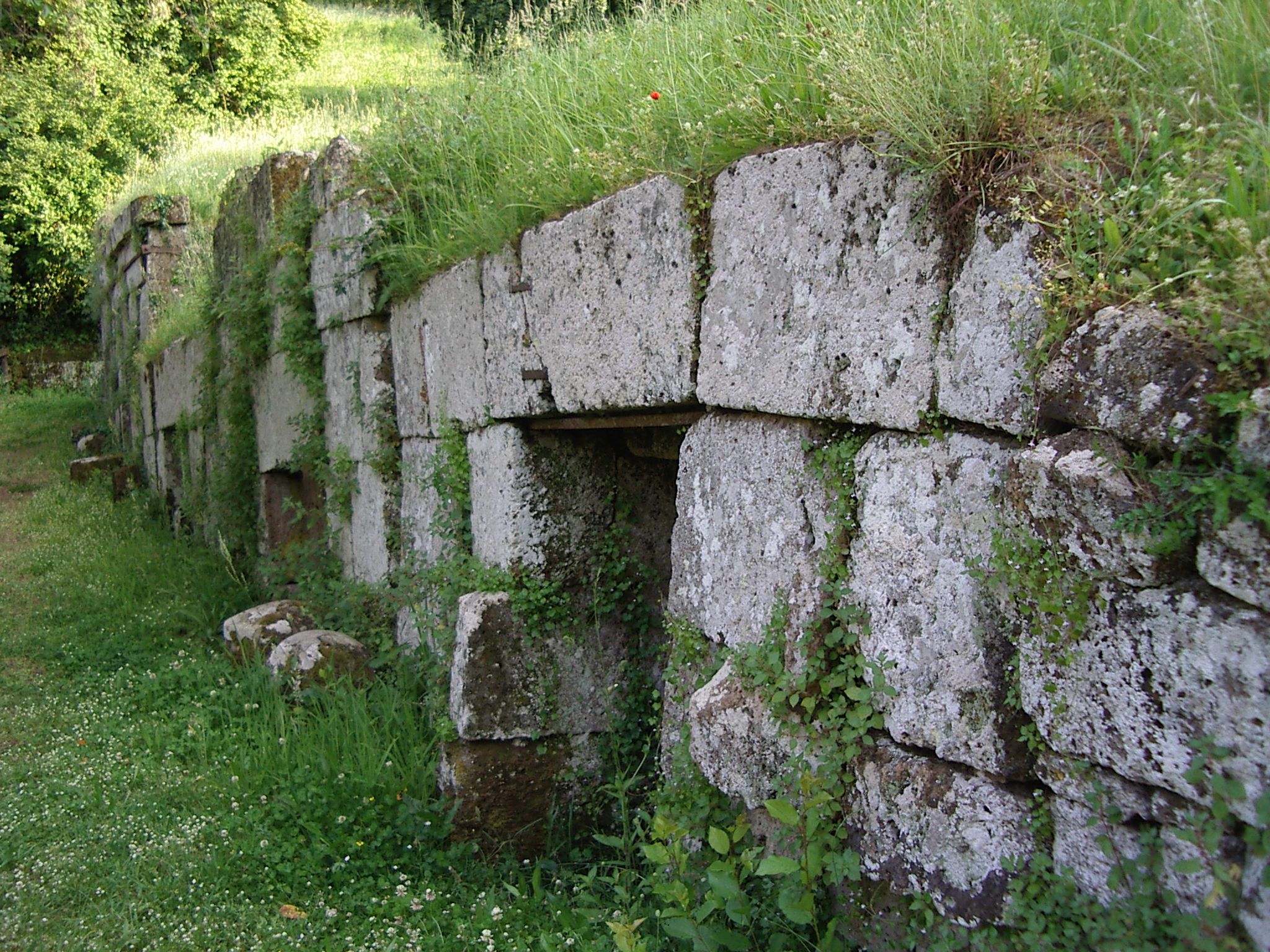

La nécropole du Crucifix du Tuf (en italien necropoli del Crocifisso del Tufo), connue aussi comme la Città dei Morti (« La ville des Morts »), est une nécropole étrusque datée du VIIIe au IIIe siècle av. J.-C., située au pied des fortifications d'Orvieto, dans la province de Terni, en Ombrie (Italie). Elle est accessible par la route contournant la ville.

## Historique
Les fouilles de la nécropole ont commencé au XIXe siècle, mais une mauvaise organisation a entrainé la dispersion des nombreux objets mis au jour dans plusieurs musées européens.
À partir de 1961, une grande partie des objets ont été récupérés, classés, et sont désormais exposés au Musée Faina d'Orvieto et au Musée archéologique national d'Orvieto.
Le nom de la nécropole provient de la découverte d'une incision en forme de croix trouvée dans le tuf d'une chapelle rupestre, creusée par un anonyme du XXe siècle.

## Description
La nécropole comporte des tombes datées du VIIIe au IIIe siècle av. J.-C.
Son apogée est comprise entre le milieu du VIe et le Ve siècle av. J.-C., période à laquelle remonte la disposition des voies selon des axes orthogonaux du plan hippodamien.
Les intérieurs des tombes se trouvent à environ 60 à 70 cm sous le sol actuel.
Les tombes sont a dado, en blocs de tuf équerrés, posés à sec et surmontés d'un toit en pseudo-voute (a volta). Le couronnement des tombes était constitué par de la terre sur lequel étaient déposés des cippes. Leur nombre est d'environ 70, dont quelques-unes, essentiellement des tombes mono-familiales de petite taille d'environ 3 × 2 m, peuvent être visitées. À l'intérieur, sur le fond et sur l'un des côtés se trouvent les banquettes où étaient déposés les défunts, souvent par deux, aussi bien des inhumés que des incinérés.
La tombe était fermée par une grosse plaque en tuf à l'intérieur et par un mur de blocs de tuf à l'extérieur, alignés avec les parois de la tombe. Entre la plaque et le mur, le remplissage était de terre battue. Devant la porte étaient déposées des cippes, dont la forme se rapportait au genre du mort :
- en forme de bouchon ou d'oignon pour les hommes ;
- en forme de cylindre pour les femmes.

Le culte funéraire pratiqué est celui des Étrusques, qui pensaient que le mort restait connecté à son corps terrestre. À cet effet, comme pour les tombes étrusques, des trousseaux funéraires composés de fibules, miroirs, divers objets féminins, lances (pour les hommes), objets en bronze, vases en terre cuite, buccheri de style étrusque, hellénistique et orviétan pseudo-étrusque, étaient déposés dans les tombes.
Sur le linteau des entrées figurent encore quelques « inscriptions parlantes » avec le nom du mort (« Je suis de... ») ou de sa dynastie, ou encore de sa souche d'origine. Toutes ces inscriptions ont permis de retracer l'évolution de la société locale, ouverte même à des individus non étrusques.